# Wimmenau
Wimmenau est une commune française située dans la circonscription administrative du Bas-Rhin et, depuis le 1er janvier 2021, dans le territoire de la Collectivité européenne d'Alsace, en région Grand Est. Elle est irriguée par la Moder, affluent du Rhin.
Cette commune se trouve dans la région historique et culturelle d'Alsace. Elle fait partie du parc naturel régional des Vosges du Nord et de l'Alsace bossue.

## Géographie

### Localisation
La commune est à 2,8 km de Vingen-sur-Mder, 5,1 de Repertswiller et 6,8 d'Ingwiller.
Un des points géodésiques du réseau géodésique français se trouve dans le cimetière de la commune.

### Communes limitrophes
| Goetzenbruck et Meisenthal (Moselle) | Mouterhouse (Moselle) | Reipertswiller |
| Wingen-sur-Moder                     | Wimmenau              | Lichtenberg    |
| Erckartswiller                       | Sparsbach             | Ingwiller      |

Autres localités importantes des environs : Bitche, Bouxwiller et la Petite-Pierre.

### Écarts et lieux-dits
- Kohlhuette, à la limite avec la commune de Wingen-sur-Moder.

### Sismicité
Commune située dans une zone 3 de sismicité modérée.

### Géologie et relief
La commune se compose de 101,61 hectares de territoires artificialisés (4,86 %), 307,11 hectares de territoires agricoles (14,69 %) et 1 681,10 hectares de forêts et milieux semi-naturels (80,44 %).
Espaces naturels :
- Trois espaces protégés hors Natura 2000 Vosges du Nord :

Réserve de Biosphère, zone tampon,
Réserve de Biosphère, zone de transition,
Parc naturel régional.
- Un espace protégé Natura 2000 :

La Moder et ses affluents.
- Deux zones naturelles d'intérêt écologique, faunistique et floristique (Znieff) :

Forêt du Moosthal de Wimmenau à Erckarstwiller,
Cours amont de la Moder et de ses affluents.

### Hydrographie et les eaux souterraines
Hydrogéologie et climatologie
Système d’information pour la gestion des eaux souterraines du bassin Rhin-Meuse]
Territoire communal : Occupation du sol (Corinne Land Cover); Cours d'eau (BD Carthage),
Géologie : Carte géologique; Coupes géologiques et techniques,
Hydrogéologie : Masses d'eau souterraine; BD Lisa; Cartes piézométriques.

#### Réseau hydrographique
La commune est dans le bassin versant du Rhin au sein du bassin Rhin-Meuse. Elle est drainée par la Moder, le ruisseau de Kindsbronmerthal, le ruisseau le Fischbach et le ruisseau le Moosbaechel,,.
La Moder, d'une longueur de 82 km, prend sa source dans la commune de Zittersheim et se jette  dans le Rhin en rive gauche à Beinheim, après avoir traversé 29 communes. 

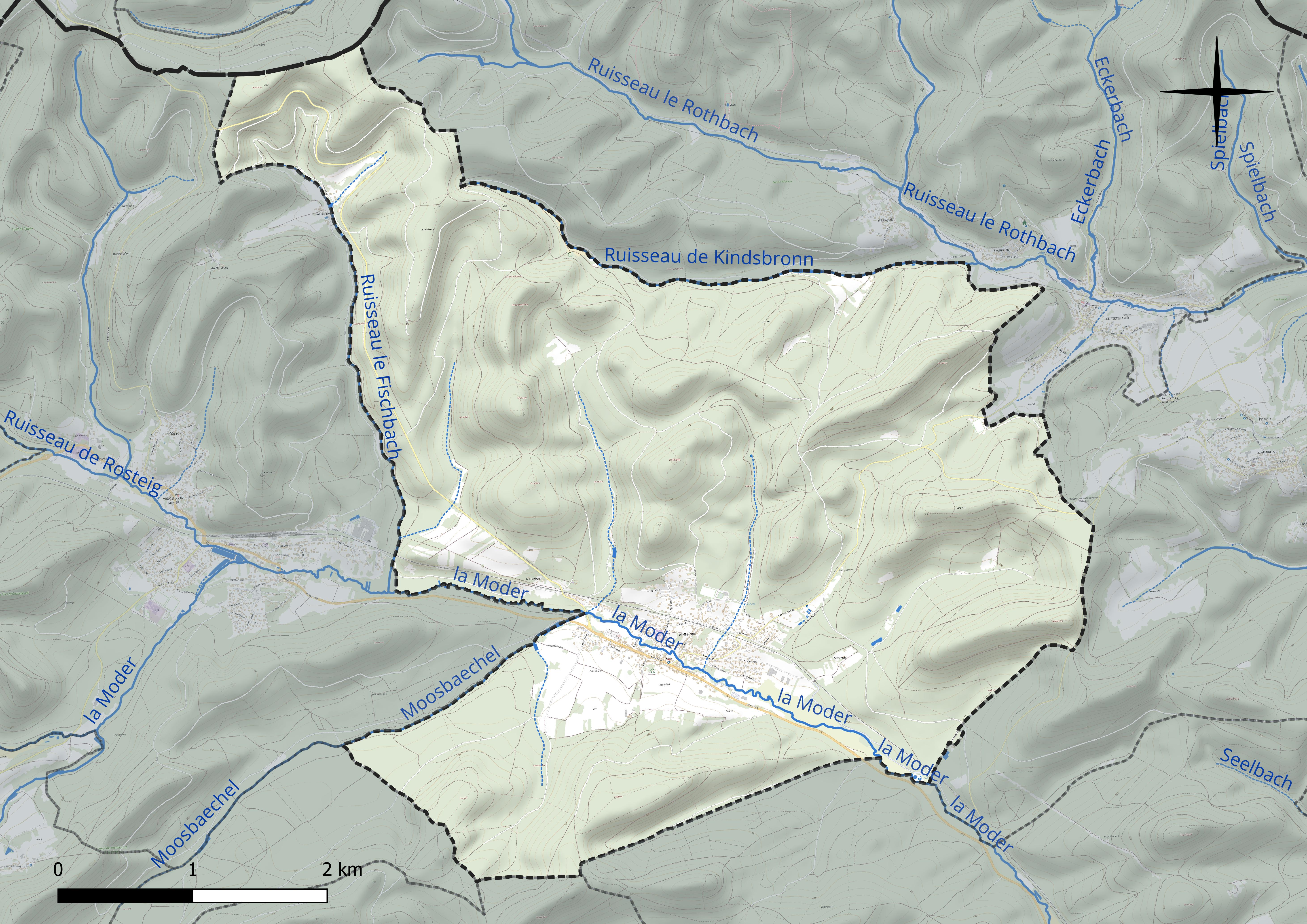
Réseau hydrographique de Wimmenau.

#### Gestion et qualité des eaux
Le territoire communal est couvert par le schéma d'aménagement et de gestion des eaux (SAGE) « Moder ». Ce document de planification concerne le bassin versant de la Moder dont le territoire s'étend sur 1 720 km2. Le périmètre a été arrêté le 25 janvier 2006. La commission locale de l'eau a été créée le 12 juillet 2007, puis modifiée le 14 décembre 2021. La structure porteuse de l'élaboration et de la mise en œuvre est le Syndicat des eaux et de l’assainissement Alsace-Moselle (SDEA). 
La qualité des cours d’eau peut être consultée sur un site dédié géré par les agences de l’eau et l’Agence française pour la biodiversité.

### Climat
Pour des articles plus généraux, voir Climat du Grand Est et Climat du Bas-Rhin.
En 2010, le climat de la commune est de type climat des marges montargnardes, selon une étude du Centre national de la recherche scientifique s'appuyant sur une série de données couvrant la période 1971-2000. En 2020, Météo-France publie une typologie des climats de la France métropolitaine dans laquelle la commune est exposée à un climat semi-continental et est dans la région climatique  Vosges, caractérisée par une pluviométrie très élevée (1 500 à 2 000 mm/an) en toutes saisons et un hiver rude (moins de 1 °C).
Pour la période 1971-2000, la température annuelle moyenne est de 10,2 °C, avec une amplitude thermique annuelle de 17,4 °C. Le cumul annuel moyen de précipitations est de 930 mm, avec 11,5 jours de précipitations en janvier et 10 jours en juillet. Pour la période 1991-2020, la température moyenne annuelle observée sur la station météorologique de Météo-France la plus proche, « Uhrwiller_sapc », sur la commune de Uhrwiller à 12 km à vol d'oiseau, est de 10,9 °C et le cumul annuel moyen de précipitations est de 740,0 mm. 
La température maximale relevée sur cette station est de 38,7 °C, atteinte le 7 août 2015 ; la température minimale est de −18 °C, atteinte le 20 décembre 2009,,.
Les paramètres climatiques de la commune ont été estimés pour le milieu du siècle (2041-2070) selon différents scénarios d'émission de gaz à effet de serre à partir des nouvelles projections climatiques de référence DRIAS-2020. Ils sont consultables sur un site dédié publié par Météo-France en novembre 2022.

## Urbanisme

### Typologie
Au 1er janvier 2024, Wimmenau est catégorisée bourg rural, selon la nouvelle grille communale de densité à sept niveaux définie par l'Insee en 2022.
Elle est située hors unité urbaine et hors attraction des villes,.

### Occupation des sols

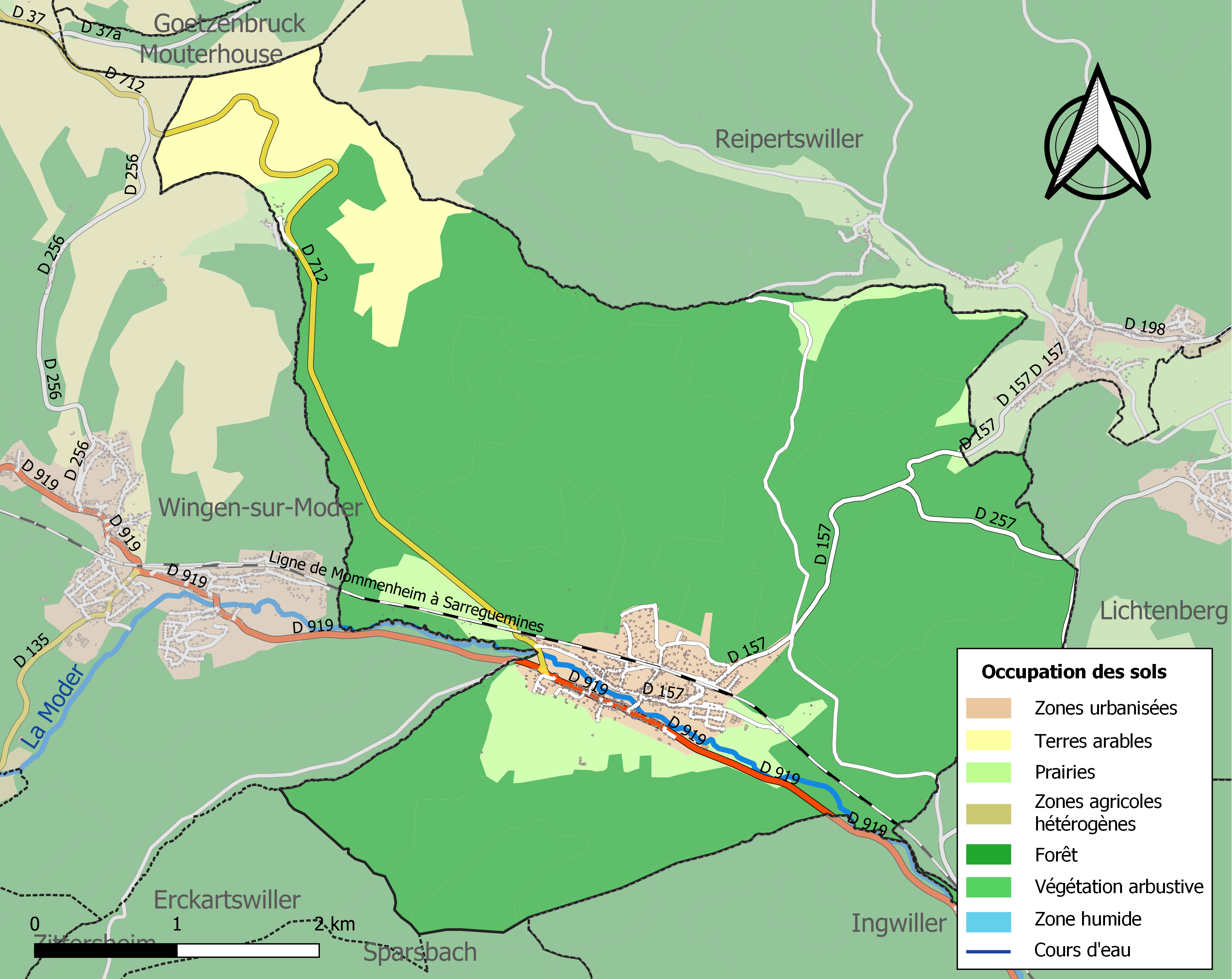
Carte des infrastructures et de l'occupation des sols de la commune en 2018 (CLC).

L'occupation des sols de la commune, telle qu'elle ressort de la base de données européenne d’occupation biophysique des sols Corine Land Cover (CLC), est marquée par l'importance des forêts et milieux semi-naturels (80,3 % en 2018), en diminution par rapport à 1990 (89 %). La répartition détaillée en 2018 est la suivante : 
forêts (80,3 %), terres arables (7,8 %), prairies (7,1 %), zones urbanisées (4,9 %). L'évolution de l’occupation des sols de la commune et de ses infrastructures peut être observée sur les différentes représentations cartographiques du territoire : la carte de Cassini (XVIIIe siècle), la carte d'état-major (1820-1866) et les cartes ou photos aériennes de l'IGN pour la période actuelle (1950 à aujourd'hui).

### Voies de communications et transports

#### Voies routières
- Autoroute A4 : Échangeurs Saverne, Phalsbourg, Hochfelden.

#### Transports en commun

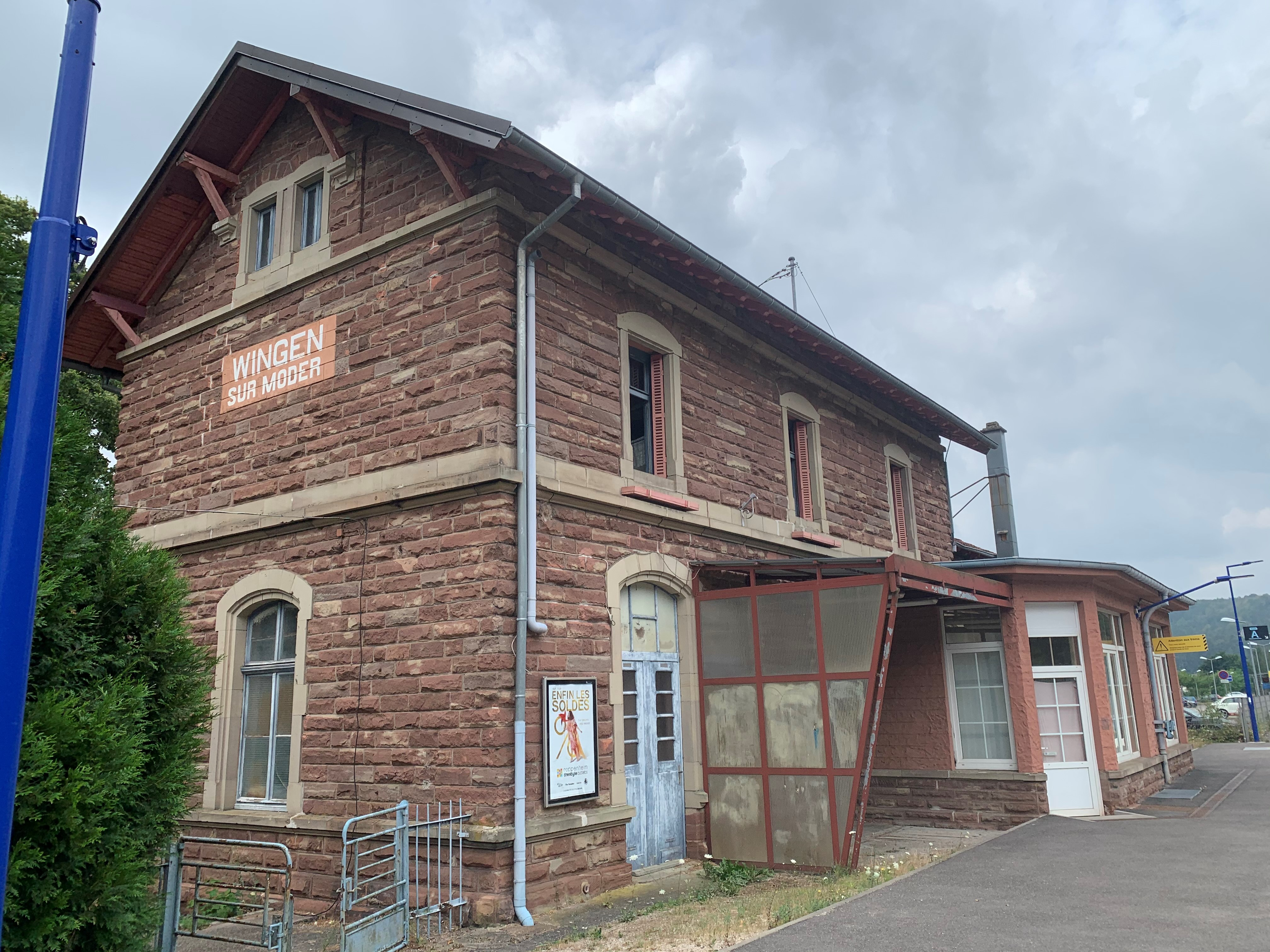
Gare de Wingen-sur-Moder.

- Fluo Grand Est.
- Transports en Alsace.

#### Lignes SNCF
- Gare de Wingen-sur-Moder
- Gare d'Ingwiller
- Gare d'Obermodern
- Gare de Tieffenbach - Struth
- Gare de Bitche

## Histoire
Wimmenau appartint au Moyen Âge (XIIIe et XIVe siècles) aux seigneurs d’Ettendorf (à 16,5 km de là à vol d'oiseau).
Immigration de colons suisses dès 1655. La « maison Scherer » a été construite en 1669 par des Bernois qui repeuplèrent le village après la guerre de Trente Ans et restaurée en 1718. Cette maison a la particularité d'être divisée en deux propriétés, mais dans le sens de la longueur. On peut visiter, dans les dépendances, un moulin à huile restauré du XVIIIe siècle.
Son église protestante Saint-André possède un clocher-tour du XIIIe siècle, qui aurait été doté d'une voûte d'ogives au XVe siècle. Une nouvelle nef y a été construite en 1681, et agrandie en 1878.

## Politique et administration

### Liste des maires
| Période                                  | Période  | Identité     | Étiquette | Qualité      |
| ---------------------------------------- | -------- | ------------ | --------- | ------------ |
| Les données manquantes sont à compléter. |          |              |           |              |
| mars 1995                                | mai 2020 | Marc Ruch    |           |              |
| mai 2020                                 | En cours | Gilbert Sand |           | Ancien cadre |

### Budget et fiscalité 2023

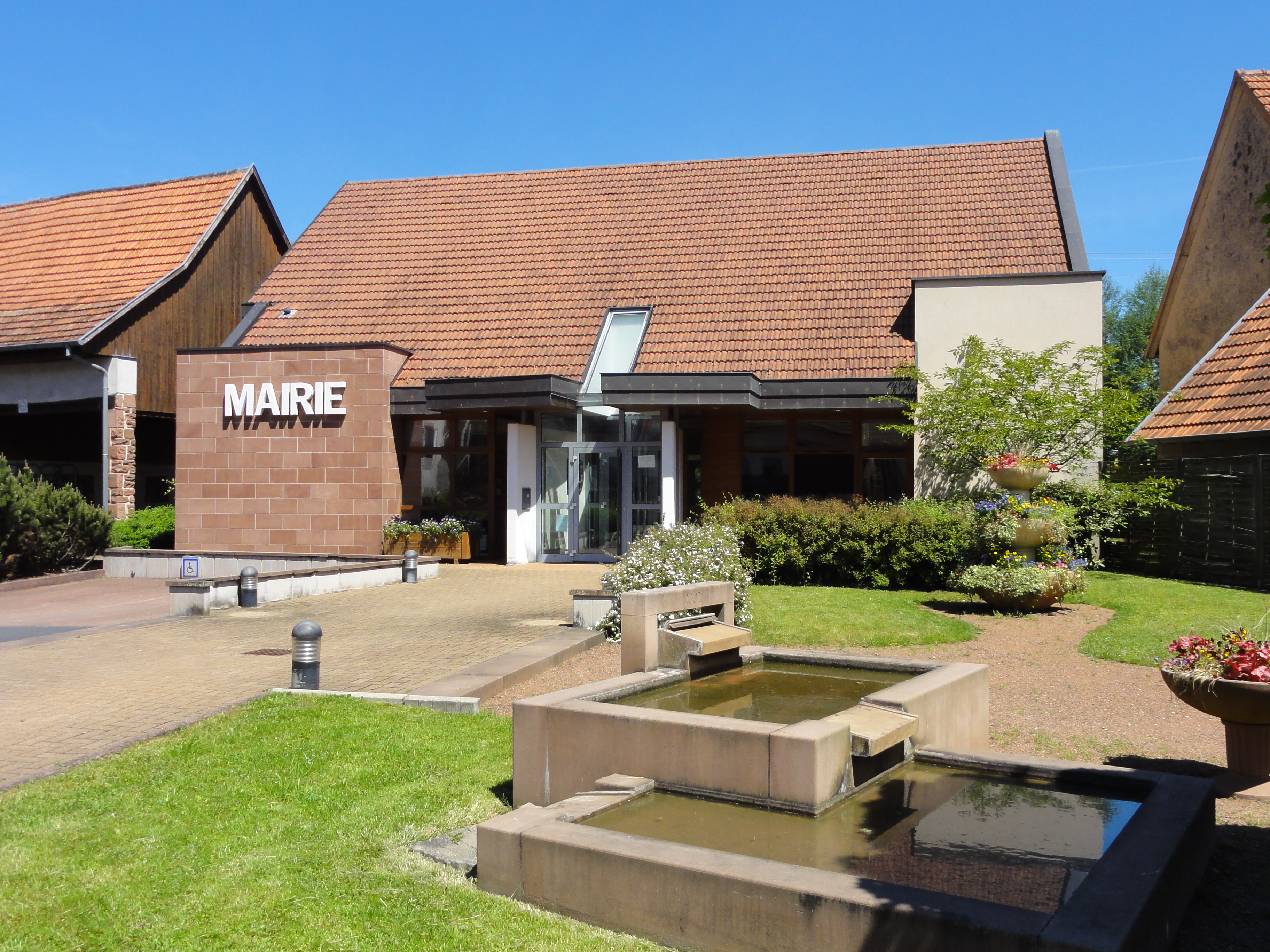
Mairie.

En 2023, le budget de la commune était constitué ainsi :
- total des produits de fonctionnement : 480 000 €, soit 446 € par habitant ;
- total des charges de fonctionnement : 449 000 €, soit 418 € par habitant ;
- total des ressources d'investissement : 126 000 €, soit 117 € par habitant ;
- total des emplois d'investissement : 198 000 €, soit 184 € par habitant ;
- endettement : 395 000 €, soit 367 € par habitant.

Avec les taux de fiscalité suivants :
- taxe d'habitation : 9,10 % ;
- taxe foncière sur les propriétés bâties : 24,56 % ;
- taxe foncière sur les propriétés non bâties : 79,13 % ;
- taxe additionnelle à la taxe foncière sur les propriétés non bâties : 0,00 % ;
- cotisation foncière des entreprises : 0,00 %.

Chiffres clés Revenus et pauvreté des ménages en 2021 : médiane en 2021 du revenu disponible, par unité de consommation : 24 950 €.

## Économie

### Entreprises et commerces

#### Agriculture
- Autres cultures permanentes.
- Élevage de chevaux et d'autres équidés
- Élevage d'autres bovins et de buffles.
- Élevage d'autres animaux.

#### Tourisme
- Hébergements et restauration à Wimmenau, Reiperertswiller, Weitgerswiller, Meisenthal.

#### Commerces
- Commerces et services de proximité[34].

## Population et société

### Démographie

#### Évolution démographique
L'évolution du nombre d'habitants est connue à travers les recensements de la population effectués dans la commune depuis 1793. Pour les communes de moins de 10 000 habitants, une enquête de recensement portant sur toute la population est réalisée tous les cinq ans, les populations de référence des années intermédiaires étant quant à elles estimées par interpolation ou extrapolation. Pour la commune, le premier recensement exhaustif entrant dans le cadre du nouveau dispositif a été réalisé en 2008.

En 2022, la commune comptait 1 060 habitants, en évolution de −3,9 % par rapport à 2016 (Bas-Rhin : +3,17 %, France hors Mayotte : +2,11 %).
| 1793 | 1800 | 1806 | 1821 | 1831 | 1836 | 1841 | 1846 | 1851 |
| ---- | ---- | ---- | ---- | ---- | ---- | ---- | ---- | ---- |
| 292  | 302  | 350  | 445  | 433  | 500  | 524  | 568  | 590  |

| 1856 | 1861 | 1866 | 1871 | 1875 | 1880 | 1885 | 1890 | 1895 |
| ---- | ---- | ---- | ---- | ---- | ---- | ---- | ---- | ---- |
| 562  | 576  | 537  | 567  | 550  | 573  | 593  | 588  | 681  |

| 1900 | 1905 | 1910 | 1921 | 1926 | 1931 | 1936 | 1946 | 1954 |
| ---- | ---- | ---- | ---- | ---- | ---- | ---- | ---- | ---- |
| 691  | 700  | 739  | 680  | 671  | 673  | 689  | 730  | 757  |

| 1962 | 1968 | 1975 | 1982 | 1990  | 1999  | 2006  | 2008  | 2013  |
| ---- | ---- | ---- | ---- | ----- | ----- | ----- | ----- | ----- |
| 826  | 860  | 864  | 900  | 1 012 | 1 050 | 1 120 | 1 140 | 1 132 |

| 2018  | 2022  | - | - | - | - | - | - | - |
| ----- | ----- | - | - | - | - | - | - | - |
| 1 059 | 1 060 | - | - | - | - | - | - | - |

### Enseignement
Établissements d'enseignements :
- Écoles maternelles et primaires à Reipertswiller, Wingen-sur-Moder, Rosteig, Ingwiller, Goetzenbruck.
- Collèges à Wingen-sur-Moder, Ingwiller, Lemberg, Bouxwiller, Bouxwiller.
- Lycées à  Bouxwiller, Éguelshardt, Bitche.

### Santé
Professionnels et établissements de santé :
- Médecins à Wimmenau, Wingen-sur-Moder, Ingwiller, Goetzenbruck, Soucht, La Petite-Pierre.
- Pharmacies à Wingen-sur-Moder, Ingwiller, Goetzenbruck, La Petite-Pierre, Lemberg.
- Hôpitaux à Ingwiller, Bitche, Niederbronn-les-Bains, Phalsbourg.

### Cultes
- Culte catholique, Communauté de paroisses aux sources de la Moder[41], Diocèse de Strasbourg.
- Culte protestant[42].

## Culture locale et patrimoine

### Lieux et monuments

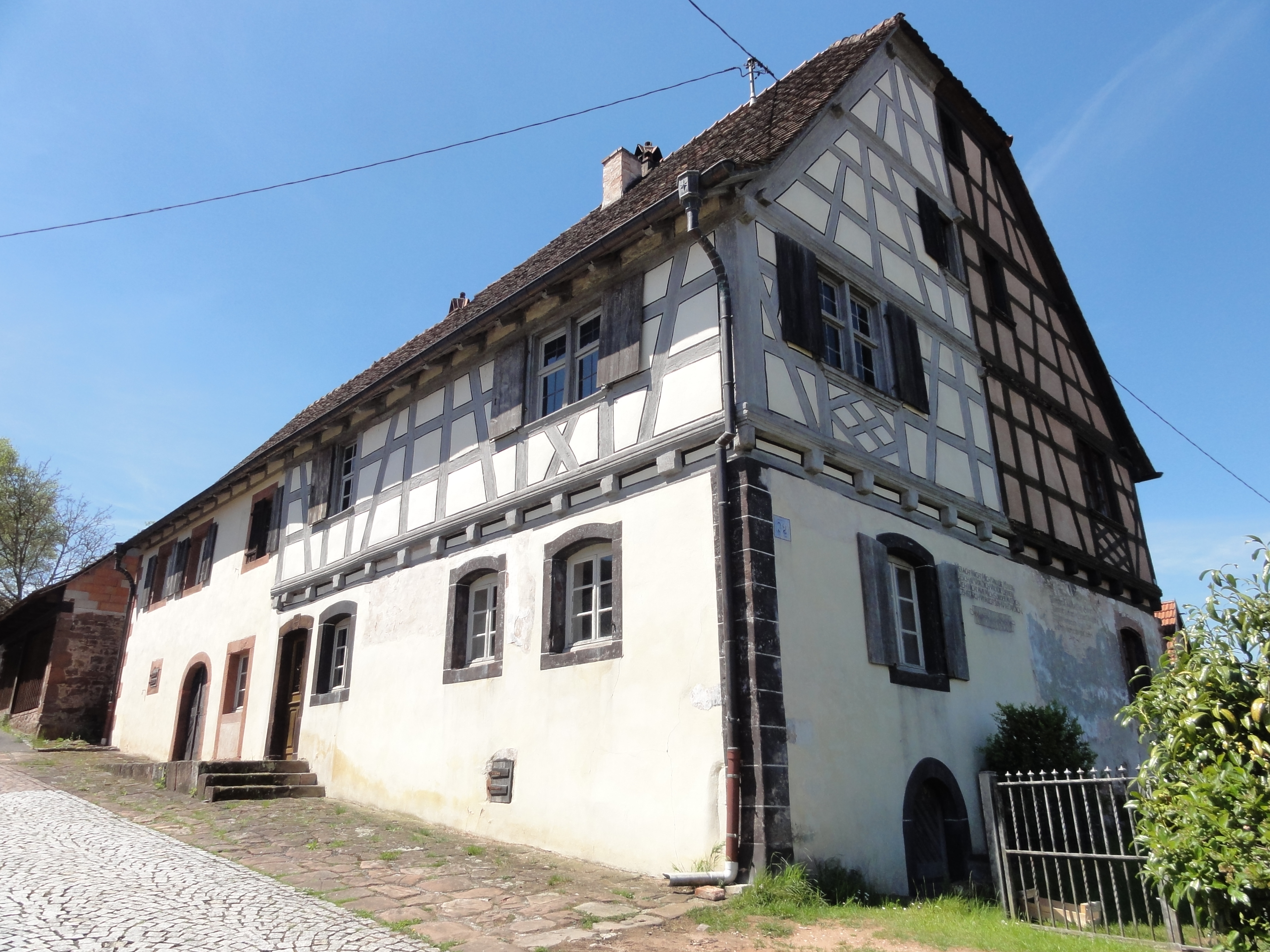
Maison et moulin à huile (XVIIe et XVIIIe siècles), 31-32 rue Principale.
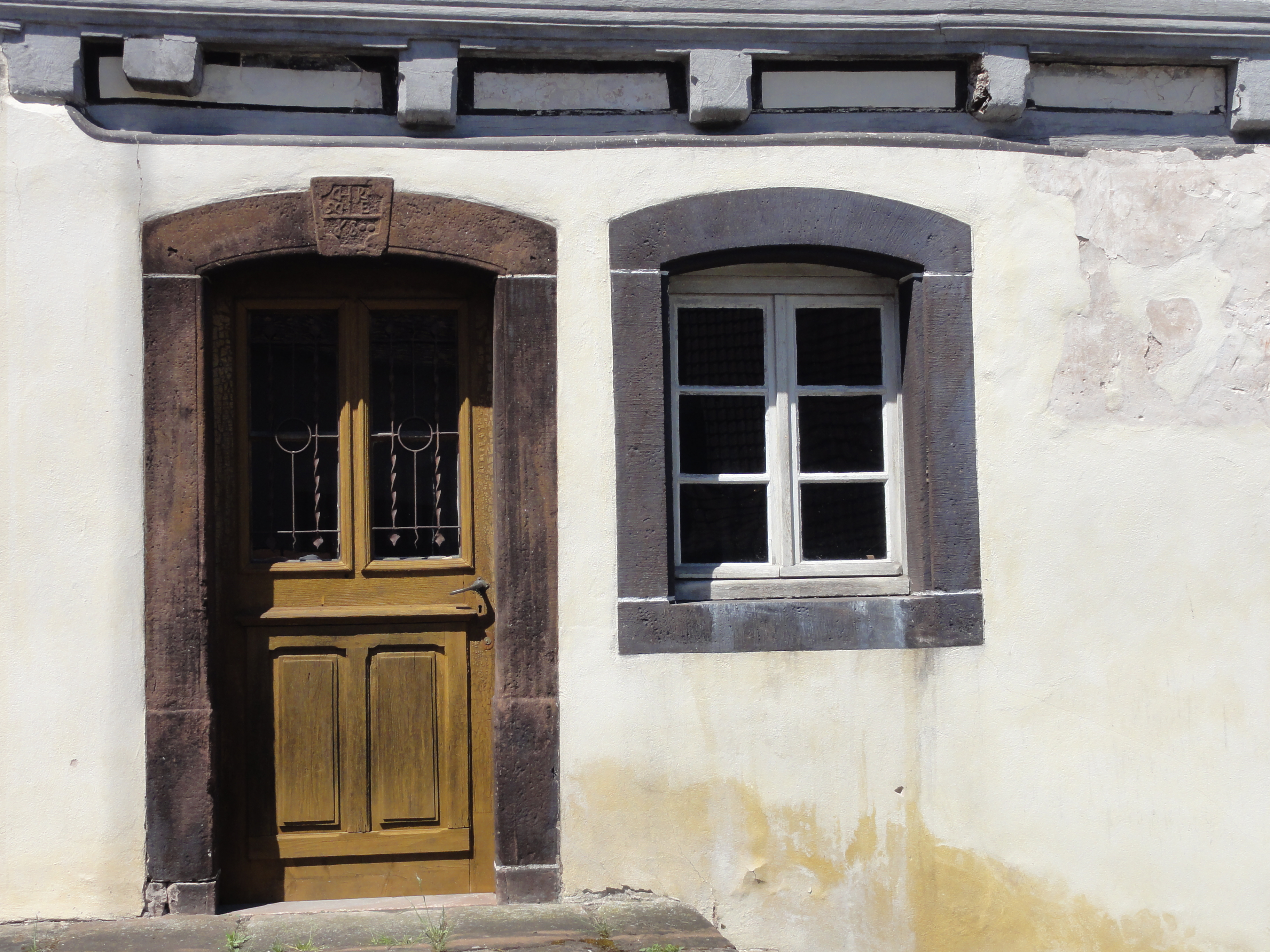
Détail maison et moulin à huile, 31-32 rue Principale.
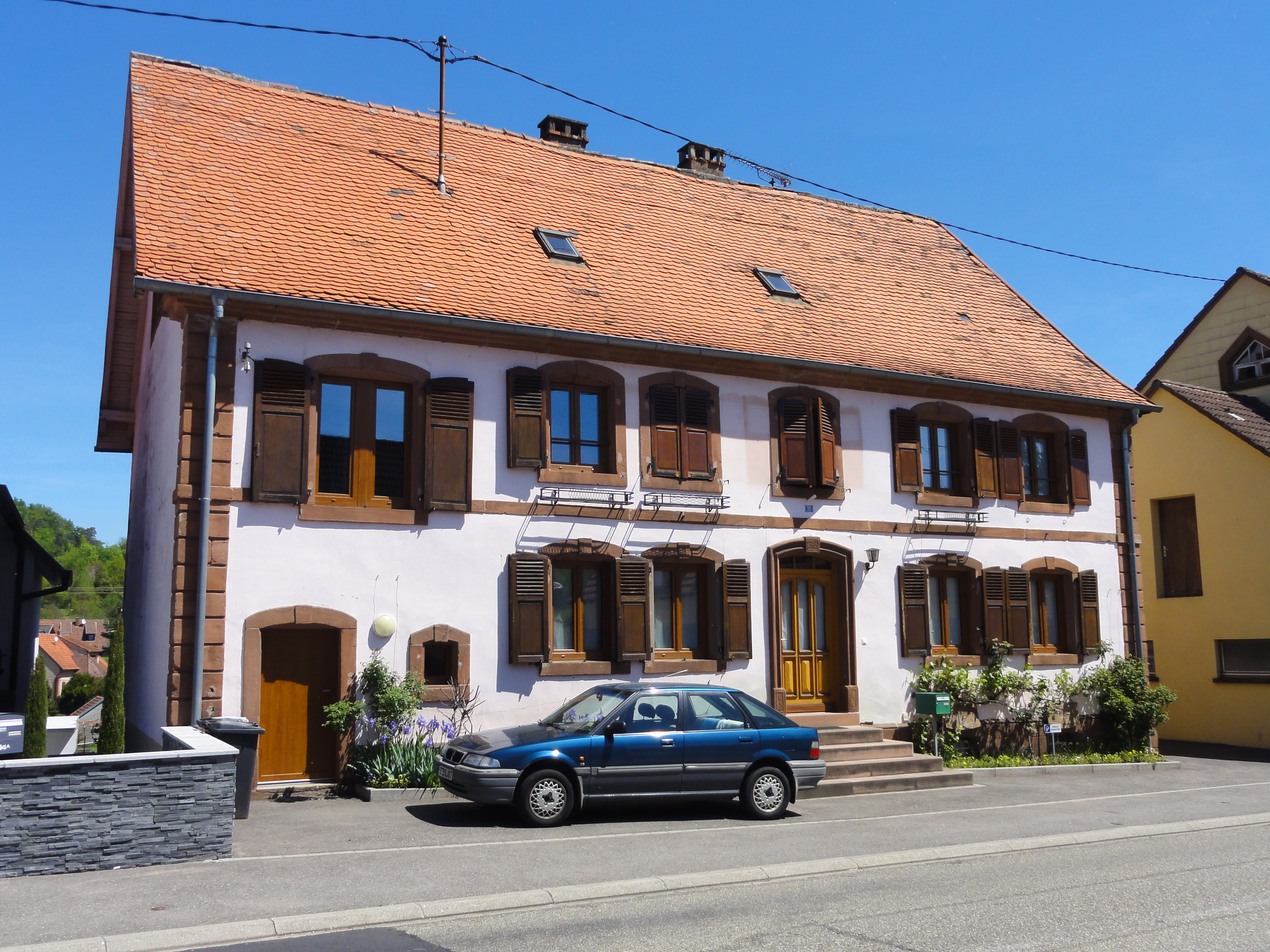
Presbytère protestant (1811), 17 rue Principale.
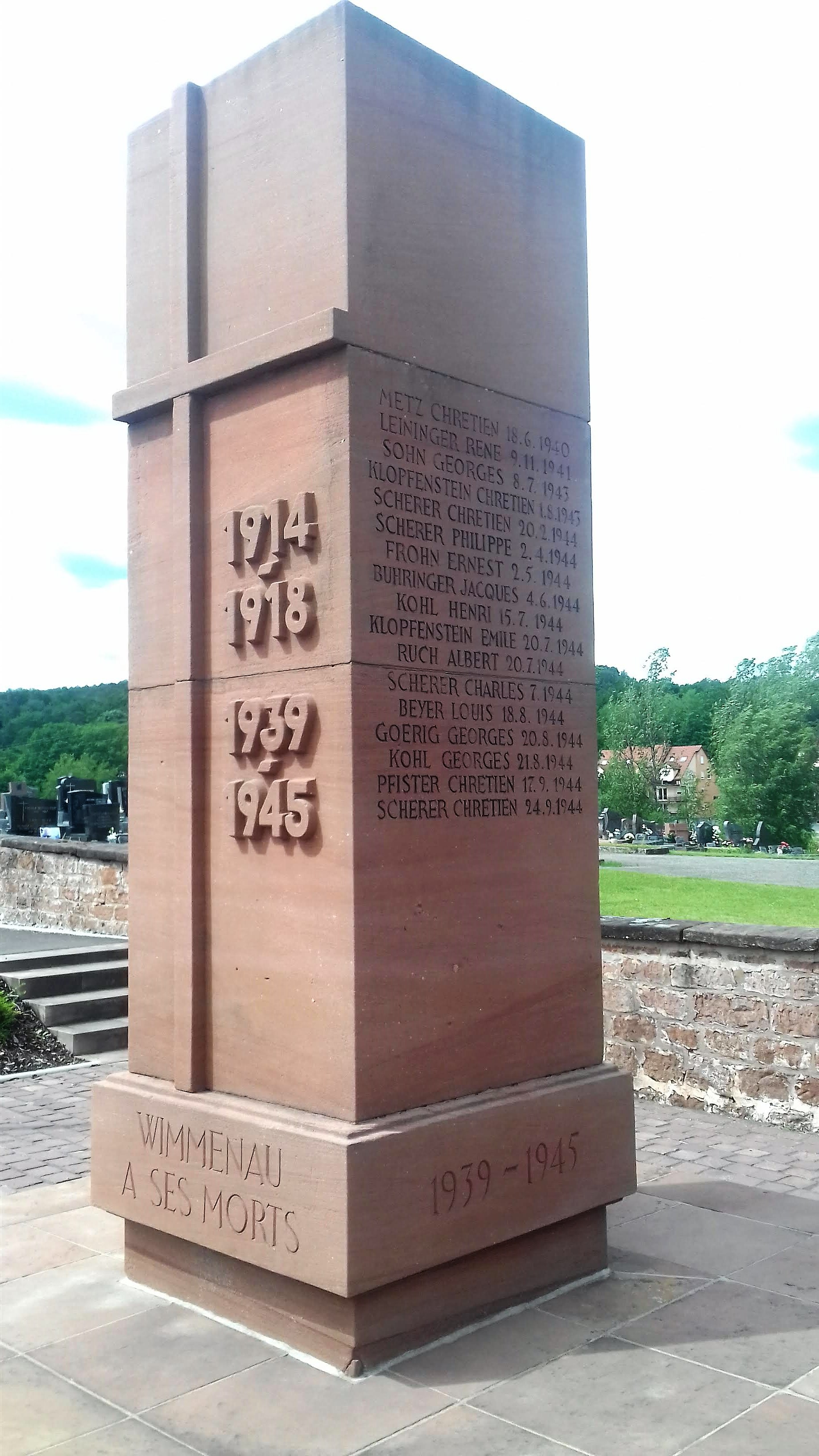
Monument aux morts.

- « Maison suisse » de 1669 avec moulin à huile et pressoir[43], construite en style Renaissance de l'Oberland bernois.
- Moulin à huile de Wimmenau.
- Église protestante de Wimmenau.
- Presbytère protestant[44]
- Patrimoine architectural rural recensé par le service régional de l'Inventaire général du patrimoine culturel :

Maisons,,,.
et fermes,,,,.
- Monument aux morts[53] : Conflits commémorés : Guerres 1914-1918 - 1939-1945.

### Personnalités liées à la commune
- Anne-Marie Fritsch (1921-1994), députée de la Moselle, née dans la commune ;
- Philippe Richert (1953), Wimmenauvien, sénateur UDF-UMP du Bas-Rhin, ancien secrétaire du Sénat, ancien vice-président du Sénat, questeur du Sénat, président du conseil général du Bas-Rhin de 1998 à 2008, président du conseil régional d'Alsace de mars 2010 à décembre 2015 et ministre chargé des Collectivités territoriales de novembre 2010 à mai 2012 dans le troisième gouvernement François Fillon.

### Héraldique
| Blason de Wimmenau | Blason  | Parti : au premier d'or au sautoir de sable, au second d'or à l'aigle de gueules, becquée et membrée d'azur. |
| Blason de Wimmenau | Détails | |